# Les Cahiers de la gastronomie
Les Cahiers de la gastronomie est un magazine trimestriel français fondé par Menu Fretin et l'Institut européen d'histoire et des cultures de l'alimentation en 2009, disparu en 2015.

## Contenu
Le premier numéro des Cahiers de la Gastronomie a pour titre "Qu'est-ce qu'un bon restaurant?". Les numéros suivants eurent pour sujet principal "La cuisine populaire", "Qu’est-ce qu’un goût ?", "La cuisine est-elle un art ?", "La gastronomie vaut-elle le détour ?", "Le livre de cuisine", "La critique gastronomique".
Le Comité de direction de la rédaction est composé de Laurent Seminel, Francis Chevrier, Pierre Sanner et Kilien Stengel
Les Cahiers de la gastronomie font appel à des plumes d'esprit telles que, Pascal Ory, Sébastien Lapaque, Jean-Pierre Desclozeaux, Maja Baumgartner, Jean-Claude Ribaut, Emmanuel Giraud, Renée Elkaïm-Bollinger, Ryōko Sekiguchi, Laurent Feneau, Céline Brisset, Monique Zetlaoui, Alain Drouard...
Les Cahiers de la gastronomie profitent d'un partenariat avec le Conseil régional du Centre, et se font annuellement l'écho des Rencontres François-Rabelais.
Les Cahiers de la Gastronomie ont fait l'interview du Pr Jean-Philippe Derenne, de Alberto Capatti, Jacques Maximin, Françoise Bernard, Ginette Mathiot, et d'autres ; et ont étudié le rapport à la table de personnalités Gustave Flaubert, Émile Zola, Balzac, Talleyrand, Louis-Sébastien Mercier, Alexandre Dumas, Jean de Léry, Volney, André Malraux, Louis Marquis de Cussy, Toulouse-Lautrec, Théophile Gautier, George Sand, David Hume, comme de chefs Antonin Carême, Grimod de la Reynière, Raymond Oliver, Alain Chapel, Ferran Adrià...

## Position desCahiers de la gastronomiedans la presse gastronomique française
Ce magazine se veut être le point de jonction de plusieurs grands courants d'idées autour des cultures de la gastronomie. Il se veut un laboratoire d'idées sérieuses, pertinentes et modernes, et questionne la gastronomie en balisant son périmètre culturel tout en puisant dans l'histoire pour mieux la comprendre.